# Wioślarstwo na Letnich Igrzyskach Olimpijskich 1936 – dwójka bez sternika mężczyzn
Rywalizacja w dwójkach bez sternika mężczyzn w wioślarstwie na Letnich Igrzyskach Olimpijskich 1936 rozgrywana była między 11 a 14 sierpnia 1936 na torze regatowym na jeziorze Langer See w Grünau.
Do rywalizacji przystąpiło 13 osad.

## Terminarz
| Data             | Godzina |          |
| ---------------- | ------- | -------- |
| 11 sierpnia 1936 | 16:00   | Runda 1  |
| 13 sierpnia 1936 | 15:00   | Repasaże |
| 14 sierpnia 1936 | 15:00   | Finały   |

## Format
W rundzie 1 rozegrano trzy wyścigi, z których zwycięskie osady awansowały do finału, pozostałe zaś do repasaży. Z trzech wyścigów repasażowych zwycięzcy awansowali do finału pozostałe osady odpadały z rywalizacji.

## Wyniki

### Runda 1
Bieg 1
| Miejsce | Narodowość | Zawodnik                               | Czas   | Kwal. |
| ------- | ---------- | -------------------------------------- | ------ | ----- |
| 1.      | Polska     | Ryszard Borzuchowski Edward Kobyliński | 7:29,9 | Q     |
| 2.      | Szwajcaria | Wilhelm Klopfer Karl Müller            | 7:33,7 |       |
| 3.      | Belgia     | Frans Thissen Edmond Van Herck         | 7:38,1 |       |
| 4.      | Brazylia   | Afonso de Castro Eduardo Lehman        | 7:40,2 |       |
| 5.      | Holandia   | Jan Kramer Willem Jens                 | 7:48,0 |       |

Bieg 2
| Miejsce | Narodowość        | Zawodnik                          | Czas   | Kwal. |
| ------- | ----------------- | --------------------------------- | ------ | ----- |
| 1.      | Węgry             | Károly Győry Tibor Mamusich       | 7:19,0 | Q     |
| 2.      | Dania             | Harry Larsen Richard Olsen        | 7:19,1 |       |
| 3.      | Urugwaj           | Gabriel Benquet Baldomiro Benquet | 7:42,1 |       |
| 4.      | Stany Zjednoczone | George Dahm Harry Sharkey         | 7:50,0 |       |

Bieg 3
| Miejsce | Narodowość      | Zawodnik                        | Czas   | Kwal. |
| ------- | --------------- | ------------------------------- | ------ | ----- |
| 1.      | III Rzesza      | Willi Eichhorn Hugo Strauß      | 7:12,6 | Q     |
| 2.      | Argentyna       | Horacio Podestá Julio Curatella | 7:20,0 |       |
| 3.      | Wielka Brytania | David Burnford Thomas Cree      | 7:32,5 |       |
| 4.      | Austria         | Max Colli Heinz Gattringer      | 7:38,7 |       |

### Repasaże
Bieg 1
| Miejsce | Narodowość        | Zawodnik                        | Czas   | Kwal. |
| ------- | ----------------- | ------------------------------- | ------ | ----- |
| 1.      | Argentyna         | Horacio Podestá Julio Curatella | 9:11,4 | Q     |
| 2.      | Wielka Brytania   | David Burnford Thomas Cree      | 9:14,4 |       |
| –       | Stany Zjednoczone | George Dahm Harry Sharkey       | DNF    |       |
| –       | Brazylia          | Afonso de Castro Eduardo Lehman | DNF    |       |

Bieg 2
| Miejsce | Narodowość | Zawodnik                          | Czas   | Kwal. |
| ------- | ---------- | --------------------------------- | ------ | ----- |
| 1.      | Szwajcaria | Wilhelm Klopfer Karl Müller       | 8:57,4 | Q     |
| 2.      | Urugwaj    | Gabriel Benquet Baldomiro Benquet | 9:00,8 |       |
| 3.      | Austria    | Max Colli Heinz Gattringer        | 9:42,8 |       |

Bieg 3
| Miejsce | Narodowość | Zawodnik                       | Czas   | Kwal. |
| ------- | ---------- | ------------------------------ | ------ | ----- |
| 1.      | Dania      | Harry Larsen Richard Olsen     | 8:53,4 | Q     |
| 2.      | Holandia   | Jan Kramer Willem Jens         | 9:25,4 |       |
| 3.      | Belgia     | Frans Thissen Edmond Van Herck | 9:33,1 |       |

### Finał
| Miejsce | Narodowość | Zawodnik                               | Czas   |
| ------- | ---------- | -------------------------------------- | ------ |
| złoto   | III Rzesza | Willi Eichhorn Hugo Strauß             | 8:16,1 |
| srebro  | Dania      | Harry Larsen Richard Olsen             | 8:19,2 |
| brąz    | Argentyna  | Horacio Podestá Julio Curatella        | 8:23,0 |
| 4.      | Węgry      | Károly Győry Tibor Mamusich            | 8:25,7 |
| 5.      | Szwajcaria | Wilhelm Klopfer Karl Müller            | 8:33,0 |
| 6.      | Polska     | Ryszard Borzuchowski Edward Kobyliński | 8:41,9 |